# Função de Green

Uma animação com aplicações da Função de Green.

Em matemática, uma função de Green é um tipo de função utilizada para resolver equações diferenciais não-homogêneas sujeitas a condições iniciais ou condições de contorno determinadas. Na teoria de muitos corpos, essa terminologia também é utilizada na física, especificamente na teoria quântica de campos, eletrodinâmica e teoria estatística de campos para se referir a vários tipos de funções de correlação, mesmo aquelas que não se encaixam na definição matemática.
As funções de Green têm esse nome em homenagem ao matemático britânico George Green, que foi o primeiro a desenvolver o conceito na década de 1830. No estudo moderno das equações diferenciais parciais, as funções de Green são estudadas principalmente do ponto de vista das soluções fundamentais.

## Definição e aplicações
Uma função de Green, G(x, s), de um operador diferencial linear L = L(x), atuando em distribuições de um subconjunto do espaço euclidiano Rn, em um ponto s, é qualquer solução de
{\displaystyle LG(x,s)=\delta (x-s)\quad \quad \quad \quad \quad \quad \quad \quad \quad (1)}
onde {\displaystyle \delta } é a função delta de Dirac. Esta propriedade de uma função de Green pode ser explorada para resolver equações diferenciais da forma
{\displaystyle Lu(x)=f(x)\quad \quad \quad \quad \quad \quad \quad \quad \quad \quad \quad (2)}
Se o núcleo de L é não-trivial, então a função de Green não é única. No entanto, na prática, uma combinação de simetria, condições de contorno e/ou outros critérios impostos a priori dará uma função de Green única. Além disso, funções de Green em geral são distribuições, não necessariamente funções próprias.
Funções de Green também são uma ferramenta útil na resolução de equações da onda, equações de difusão e na mecânica quântica, onde a função de Green do hamiltoniano é um conceito chave, com ligações importantes para o conceito de densidade dos estados. À via de nota, a função de Green utilizada na física é geralmente definida com o sinal oposto, isto é,
{\displaystyle LG(x,s)=-\delta (x-s)\,}
Esta definição não altera significativamente qualquer uma das propriedades da função de Green.
Se o operador é invariante por translações, o que ocorre quando L tem coeficientes constantes em relação a x, então a função de Green pode ser considerada como um operador de convolução, ou seja,
{\displaystyle G(x,s)=G(x-s)\,}
Neste caso, a função de Green é o mesmo que a resposta ao impulso da teoria de sistemas LTI.

## Motivação
Grosso modo, se tal função G pode ser encontrada para o operador L, então se multiplicarmos a equação (1) pela função de Green por f(s) e em seguida realizarmos uma integração na variável s, obtemos;
{\displaystyle \int LG(x,s)f(s)ds=\int \delta (x-s)f(s)\,ds=f(x)}
O membro direito é agora dado pela equação (2), sendo então igual a L u(x). Assim:
{\displaystyle Lu(x)=\int LG(x,s)f(s)\,ds}
Como o operador L = L(x) é linear e atua sobre a variável x sozinha (e não sobre a variável de integração s), podemos retirar o operador L do sinal de integração no 2º membro, obtendo-se
{\displaystyle Lu(x)=L\left(\int G(x,s)f(s)\,ds\right)}
E isto sugere que
{\displaystyle u(x)=\int G(x,s)f(s)\,ds\quad \quad \quad \quad \quad \quad \quad \quad \quad \quad (3)}
Assim, podemos obter a função u(x) através da função de Green que deve ser obtida da equação (1) e do termo fonte do segundo membro da equação (2). Este processo reside na linearidade do operador L.
Em outras palavras, a solução da equação (2), u(x), pode ser determinada pela integral dada na equação (3). Embora f(x) seja conhecida, esta integração não pode ser realizada, a menos que G seja também conhecida. O problema agora reside em encontrar a função de Green G que satisfaz a equação (1). Por esta razão, a função de Green é chamada também às vezes de solução fundamental associada ao operador L.
Nem todo operador L admite uma função de Green. Uma função de Green também pode ser pensada como sendo um inverso pela direita de L. Além das dificuldades de encontrar-se uma função de Green para um determinado operador, a integral na equação (3) pode ser bastante difícil de se calcular. No entanto, o método fornece um resultado teoricamente exato.
Isto pode ser pensado como uma expansão de f de acordo com uma base de funções delta de Dirac (projetando-se f sobre δ(x − s)) e uma superposição da solução de cada projetor. Tal equação integral é conhecida como equação integral de Fredholm; o seu estudo constitui a teoria de Fredholm.

## Funções de Green para a solução de problemas de valores de contorno não-homogêneos
A principal utilização das funções de Green na matemática é a resolução de problemas de valores de contorno não-homogêneos. Na física teórica moderna, as funções de Green são também geralmente utilizadas como propagadores em diagramas de Feynman (e a expressão função de Green é muitas vezes usada para qualquer função de correlação).

### Estrutura matemática
Seja L o operador de Sturm-Liouville, um operador diferencial linear da forma
{\displaystyle L={\dfrac {d}{dx}}\left[p(x){\dfrac {d}{dx}}\right]+q(x)}
e seja D o operador condição de contorno
{\displaystyle Du={\begin{cases}\alpha _{1}u'(0)+\beta _{1}u(0)\\\alpha _{2}u'(l)+\beta _{2}u(l)\end{cases}}}
Seja f(x) uma função contínua em [0,l]. Devemos também supor que o problema
{\displaystyle {\begin{aligned}Lu&=f\\Du&=0\end{aligned}}}
é regular (isto é, só a solução trivial existe para o problema homogêneo).

### Teorema
Há uma e apenas uma solução u(x) que satisfaz
{\displaystyle {\begin{aligned}Lu&=f\\Du&=0\end{aligned}}}
e é dada por
{\displaystyle u(x)=\int _{0}^{\ell }f(s)G(x,s)\,ds}
onde G(x,s) é uma função de Green que satisfaz as seguintes condições:
1. G(x,s) é contínua em x e s
2. Para {\displaystyle x\neq s}, {\displaystyle LG(x,s)=0}
3. Para {\displaystyle s\neq 0}, {\displaystyle DG(x,s)=0}
4. Descontinuidade na derivada: {\displaystyle G'(s_{+0},s)-G'(s_{-0},s)=1/p(s)}
5. Simetria: G(x, s) = G(s, x)

## Calculando funções de Green

### Expansão em autovalores
Se um operador diferencial L admite um conjunto de autovetores {\displaystyle \Psi _{n}(x)} (ou seja, um conjunto de funções {\displaystyle \Psi _{n}} e escalares {\displaystyle \lambda _{n}} tais que {\displaystyle L\Psi _{n}=\lambda _{n}\Psi _{n})}) que são completos, então é possível construir uma função de Green a partir destes autovetores e autovalores.
Completo significa que o conjunto de funções {\displaystyle \left\{\Psi _{n}\right\}} satisfaz a seguinte relação de completeza:
{\displaystyle \delta (x-x')=\sum _{n=0}^{\infty }\Psi _{n}^{*}(x)\Psi _{n}(x')}
Então o seguinte se aplica:
{\displaystyle G(x,x')=\sum _{n=0}^{\infty }{\dfrac {\Psi _{n}^{*}(x)\Psi _{n}(x')}{\lambda _{n}}}}
onde * representa a conjugação complexa.
Aplicando o operador L nos dois membros desta equação resulta na relação de completeza, que assumimos ser verdadeira.
O estudo geral da função de Green apresentado na forma acima, e sua relação com os espaços de funções formados por autovetores, é conhecido como teoria de Fredholm.

## Funções de Green para o Laplaciano
As funções de Green para os operadores diferenciais lineares envolvendo o Laplaciano podem ser facilmente postas em uso com a segunda das identidades de Green.
Para deduzir o teorema de Green, comece com o teorema da divergência (também conhecido como teorema de Gauss):
{\displaystyle \int _{V}\nabla \cdot {\vec {A}}\ dV=\int _{S}{\vec {A}}\cdot d{\hat {\sigma }}}
Seja {\displaystyle {\vec {A}}=\phi \nabla \psi -\psi \nabla \phi } e substitua na lei de Gauss.  Calcule {\displaystyle \nabla \cdot {\vec {A}}} e applique a regra da cadeia para o operador {\displaystyle \nabla }: 
{\displaystyle {\begin{aligned}\nabla \cdot {\vec {A}}&=\nabla \cdot (\phi \nabla \psi \;-\;\psi \nabla \phi )\\&=(\nabla \phi )\cdot (\nabla \psi )\;+\;\phi \nabla ^{2}\psi \;-\;(\nabla \phi )\cdot (\nabla \psi )\;-\;\psi \nabla ^{2}\phi \\&=\phi \nabla ^{2}\psi \;-\;\psi \nabla ^{2}\phi \end{aligned}}}
Substituindo no teorema da divergência, temos o teorema de Green:
{\displaystyle \int _{V}(\phi \nabla ^{2}\psi -\psi \nabla ^{2}\phi )dV=\int _{S}(\phi \nabla \psi -\psi \nabla \phi )\cdot d{\hat {\sigma }}}
Suponha que o operador diferencial linear L é o Laplaciano, {\displaystyle \nabla ^{2}}, e que existe uma função de Green G para o Laplaciano. A propriedade que define a função de Green ainda se aplica:
{\displaystyle LG(x,x')=\nabla ^{2}G(x,x')=\delta (x-x')}
Seja {\displaystyle \psi =G} no teorema de Green. Então:
{\displaystyle {\begin{aligned}&{}\quad \int _{V}\left[\phi (x')\delta (x-x')-G(x,x')\nabla ^{2}\phi (x')\right]\ d^{3}x'\\[6pt]&=\int _{S}\left[\phi (x')\nabla 'G(x,x')-G(x,x')\nabla '\phi (x')\right]\cdot d{\hat {\sigma }}'\end{aligned}}}
Com esta expressão, é possível resolver a equação de Laplace {\displaystyle \nabla ^{2}\phi (x)=0} ou a equação de Poisson {\displaystyle \nabla ^{2}\phi (x)=-\rho (x)}, sob tanto pelas condições de contorno de Neumann como pelas condições de contorno de Dirichlet. Em outras palavras, podemos resolver para {\displaystyle \phi (x)} em qualquer ponto dentro de um volume onde: (1) o valor de {\displaystyle \phi (x)} é especificado na superfície delimitadora do volume (condições de contorno de Dirichlet), ou; (2) a derivada normal de {\displaystyle \phi (x)} é especificada na superfície delimitadora (condições de contorno de Neumann).
Suponha que o problema seja resolver para {\displaystyle \phi (x)} dentro da região. Então a integral
{\displaystyle \int \limits _{V}{\phi (x')\delta (x-x')\ d^{3}x'}}
reduz-se simplesmente a {\displaystyle \phi (x)}, devido à propriedade da definição da função delta de Dirac, e temos:
{\displaystyle \phi (x)=\int _{V}G(x,x')\rho (x')\ d^{3}x'+\int _{S}\left[\phi (x')\nabla 'G(x,x')-G(x,x')\nabla '\phi (x')\right]\cdot d{\hat {\sigma }}'}
Esta fórmula expressa a propriedade bem conhecida das funções harmônicas que se seu valor ou sua derivada normal é conhecida sobre uma superfície delimitadora, então seu valor dentro do volume é conhecido em todos os pontos.
Em eletrostática, {\displaystyle \phi (x)} é interpretada como o potencial elétrico, {\displaystyle \rho (x)} como a densidade de carga elétrica e a derivada normal {\displaystyle \nabla \phi (x')\cdot d{\hat {\sigma }}'} como a componente normal do campo elétrico.
Se o problema é resolver um problema de valor de contorno de Dirichlet, a função de Green deve ser escolhida de forma que {\displaystyle G(x,x')} se anule quando x ou x' está sobre a superfície delimitadora. Assim, sobra apenas um dos dois termos na integral de superfície. Se o problema é resolver um problema de valor de contorno de Neumann, a função de Green é escolhida de forma que sua derivada normal se anule na superfície delimitadora, já que esta parece ser a escolha mais lógica. (Veja "Eletrodinâmica clássica", J. D. Jackson, página 39).
Sem as condições de contorno, a função de Green para o Laplaciano (função de Green para a equação de Laplace em três dimensões) é:
{\displaystyle G(x,x')={\dfrac {1}{|x-x'|}}}
Supondo que a superfície limite estenda-se ao infinito e substituindo a função de Green nessa expressão, temos a conhecida expressão do potencial elétrico em termos da densidade de carga (no sistema de unidades CGS):
{\displaystyle \phi (x)=\int _{V}{\dfrac {\rho (x')}{|x-x'|}}\,d^{3}x'}

## Exemplo
Dado o problema
{\displaystyle {\begin{aligned}Lu&=u''+u=f(x)\\u(0)&=0,\quad u\left({\dfrac {\pi }{2}}\right)=0\end{aligned}}}
Encontre a função de Green.
Primeiro passo:
A função de Green para o operador linear é definida como a solução de
{\displaystyle g''(x)+g(x)=\delta (x-s).\,}
Se {\displaystyle x\neq s}, então a função delta é nula, e a solução geral é
{\displaystyle g(x,s)=c_{1}\cos x+c_{2}\sin x.}
Para {\displaystyle x<s}, a condição de contorno em {\displaystyle x=0} implica que
{\displaystyle g(0,s)=c_{1}\cdot 1+c_{2}\cdot 0=0,\quad c_{1}=0}
A equação {\displaystyle g\left({\dfrac {\pi }{2}},s\right)=0} é ignorada porque {\displaystyle x\neq {\dfrac {\pi }{2}}} se {\displaystyle \quad x<s} e {\displaystyle s\neq {\dfrac {\pi }{2}}}.
Para {\displaystyle x>s}, a condição de contorno em {\displaystyle x=\pi /2} implica que
{\displaystyle g\left({\dfrac {\pi }{2}},s\right)=c_{3}\cdot 0+c_{4}\cdot 1=0,\quad c_{4}=0}
A equação {\displaystyle \quad g(0,s)=0} é ignorada por razões semelhantes.
Resumindo os resultados até então:
{\displaystyle g(x,s)={\begin{cases}c_{2}\sin x,&{\text{se }}x<s\\c_{3}\cos x,&{\text{se }}s<x\end{cases}}}
Segundo passo:
A próxima tarefa é determinar {\displaystyle c_{2}} and {\displaystyle c_{3}}.
Garantindo a continuidade da função de Green em {\displaystyle x=s\,\!}, temos que
{\displaystyle c_{2}\sin s=c_{3}\cos s\,}
O operador {\displaystyle L} equivale ao operador de Sturm-Liouville com {\displaystyle p(x)=1} e {\displaystyle q(x)=1}. Pela condição de descontinuidade da derivada,
{\displaystyle Lim_{\epsilon \rightarrow 0}\ G'(s+\epsilon ,s)-G'(s-\epsilon ,s)=1/p(s)}, temos
{\displaystyle c_{3}\cdot [-\sin s]-c_{2}\cdot \cos s=1\,}
As duas equações (des)contínuas podem ser resolvidas para {\displaystyle c_{2}} e {\displaystyle c_{3}} para obter
{\displaystyle c_{2}=-\cos s\quad ;\quad c_{3}=-\sin s}
Assim a função de Green para este problema é:
{\displaystyle g(x,s)={\begin{cases}-\cos s\sin x,&x<s\\-\sin s\cos x,&s<x\end{cases}}}

## Outros exemplos
- Seja n = 1 e seja R o subconjunto. Seja L=d/dx. Então a função degrau de Heaviside H(x − x0) é uma função de Green de L em x0.
- Seja n = 2 e seja o plano { (x, y) : x, y ≥ 0 } o subconjunto e L o Laplaciano. Assuma também que uma condição de contorno de Dirichlet é imposta em x = 0 e uma condição de contorno de Neumann é imposta em y = 0. Então a função de Green é

{\displaystyle {\begin{aligned}&{}\quad G(x,y,x_{0},y_{0})\\[6pt]&={\dfrac {1}{2\pi }}\left[\ln {\sqrt {(x-x_{0})^{2}+(y-y_{0})^{2}}}-\ln {\sqrt {(x+x_{0})^{2}+(y-y_{0})^{2}}}\right]\\[6pt]&{}\quad {}+{\dfrac {1}{2\pi }}\left[\ln {\sqrt {(x+x_{0})^{2}+(y+y_{0})^{2}}}-\ln {\sqrt {(x-x_{0})^{2}+(y+y_{0})^{2}}}\right]\end{aligned}}}